# Estação Ventas
Ventas é uma estação da Linha 2 e Linha 5 do Metro de Madrid.

## História
A estação abriu ao público como um estação terminal da linha 2 em 14 de junho de 1924. Em 28 de maio de 1964, deixou de ser terminal enquanto a linha estendida até a estação Ciudad Lineal.
Em 26 de fevereiro de 1970, as novas plataformas da linha 5 foram inauguradas.

## Entradas
Acesso Ventas
- Plaza de Toros Calle de Alcalá, 237 (em frente a Praça Toros de Las Ventas)
- Plaza de Toros Calle de Alcalá, 237 (em frente a Praça Toros de Las Ventas)